# عشاق جن جنونهم (فلم هندي)
Deewane Huye Paagal (بالعربية: عشاق جن جنونهم)، هو فيلم بوليودي رومانسي كوميدي صدر عام 2005 من إخراج فيكرام بهات، وإنتاج فيروز ناديادوالا , وبطولة أكشاي كومار، شاهيد كابور، الريمي سين، سونيل شيتي، باريش راوال جنبا إلى جنب مع العديد من الآخرين. أفتاب شيفداساني وفيفيك أوبروي.
صدر الفيلم في 25 نوفمبر 2005. على الرغم من تلقي استجابة جيدة، ولكنه فشل في شباك التذاكر , و الفيلم مقتبس من الفيلم الكوميدي الأمريكي هناك شيء ما عن ماري الذي صدر في 1998.

## روابط خارجية
- مقالات تستعمل روابط فنية بلا صلة مع ويكي بيانات